# Август Гірт
Август Гірт (нім. August Hirt, 28 квітня 1898, Мангайм — 2 червня 1945) — німецький антрополог і анатом, штурмбанфюрер СС, глава анатомічного інституту СС в Страсбурзі, керівник медичних програм Аненербе, воєнний злочинець.

## Біографія

### Походження і академічна кар'єра
Август Гірт народився в 1898 році в Мангеймі в сім'ї підприємця-швейцарця. Відвідував гімназію Карла-Фрідріха в Мангеймі. У 1914 році, ще будучи гімназистом, записався добровольцем в армію. Учасник Першої світової війни, в жовтні 1916 року був поранений в голову. Здобув медичну освіту в Гайдельберзькому університеті. У 1921 році отримав німецьке громадянство.
У 1922 році захистив кандидатську дисертацію на тему «Прикордонний стовбур симпатикуса у деяких динозаврів», в 1925 році — докторську дисертацію на тему «Про напрямок волокон ниркових нервів». Працював професором анатомії. З 1936 року — директор анатомічного інституту університету Грайфсвальда, в 1938 році перейшов на ту ж посаду у Франкфурті, а в 1941 році обійняв посаду директора анатомічного інституту університету Страсбурга.

### Участь в скоєнні військових злочинів
1 квітня 1933 року Гірт вступив в СС (посвідчення № 100 414), а 1 травня 1937 року — в НСДАП. Був особисто знайомий з Генріхом Гіммлером. У 1939 був відряджений до Берлінської військово-медичної академії, де досліджував терапевтичний вплив тріпофлавіна при ураженні іпритом. З початком Другої світової війни в тому ж році був призваний в Вермахт, служив старшим військовим лікарем.
У липні 1942 року, з утворенням Інституту наукових досліджень цільового військового значення в складі Аненербе, Гірт зайняв у ньому Відділ «H» (Hirt). Щоб уникнути повторного призову в Вермахт, перейшов у війська СС. З 1 березня 1942 року — у складі Особистого штабу рейхсфюрера СС. Гірт ставив досліди з іпритом на тваринах і на собі, в результаті одного з експериментів сам опинився в лікарні з крововиливом в легені. Після початку Другої світової війни замість тварин Гірт став використовувати в дослідах в'язнів концтаборів. У 1942—1943 роках, за свідченням капо концтабору Нацвайлер-Штруттгоф Фердинанда Голля, через досліди Гірта пройшло 150 осіб, з яких 7 або 8 померло, а решта були відправлені в інші концтабори.
В анатомічному інституті в Страсбурзі Гірт працював над науковим обґрунтуванням нацистських расових теорій. Інститут працював в тісній співпраці з Аненербе. Для своїх расових досліджень Гірт створив велику антропологічну колекцію зі скелетів, черепів і окремих фрагментів тіл, яка пізніше була виявлена союзними військами в коморі його лабораторії. Як «робочий матеріал» використовувалися убиті в спеціально збудованій для експериментів газовій камері в'язні Аушвіца різних національностей: 109 євреїв (79 чоловіків і 30 жінок), 2 поляка і 4 «азіата» (з числа радянських військовополонених).

### Після війни
Після звільнення Страсбурга Гірт з дочкою в листопаді 1944 року втік від наступаючих військ союзників у Тюбінген. Переховувався в Шварцвальді під виглядом селянина. Наклав на себе руки (застрелився). Проте, його пошуки тривали до кінця 1950-х рр. У Франції Гірт в 1963 році заочно був засуджений до смертної кари.

## Нагороди
- Залізний хрест 2-го класу[6]
- Нагрудний знак «За поранення» в сріблі[6]
- Почесний хрест ветерана війни з мечами[6]
- Німецька імперська відзнака за фізичну підготовку[6]
- Спортивний знак СА[6]

## Образ в масовій культурі
Можливо, саме він був зображений Фрідріхом Дюрренматтом в романі «Підозра» під ім'ям нацистського військового злочинця, доктора Фріца Емменбергера.